# Foot of the Mountain (álbum)
Foot of the Mountain Es el Noveno álbum de estudio de a-ha. Es el segundo álbum con el sello de Universal Music. El nuevo trabajo retorna a las raíces de la música del grupo.
Con motivo del disco, a-ha realizó durante 2009 la gira Foot of the Mountain Tour con tan sólo 18 conciertos.
Fue lanzado el 12 de junio de 2009 en Alemania, el 15 en Noruega y el 23 en España. El álbum ha salido también a lo largo de junio y julio en otros países de Europa. Tras su lanzamiento, el álbum se posicionó en el #1 en la lista de álbumes de Alemania y en Noruega en el #2, donde tres días después de su lanzamiento recibió un disco de platino con 30 000 copias vendidas. Además en su primera semana en el Reino Unido el álbum debutó en el #5 puesto, la posición más alta de a-ha allí desde Stay on these Roads en 1988.
Foot of the Mountain fue lanzado originalmente sólo como edición sencilla, que contenía el CD con las diez canciones, en junio de 2009. Posteriormente, a comienzos de diciembre de 2009 salió a la venta vía amazon.de una edición de lujo que contenía el mismo CD más un DVD con actuaciones en directo y los tres vídeos musicales del álbum.

## Listado de Temas
Foot of the Mountain contiene 10 temas, lo que lo convierte en el álbum más corto del periodo de regreso del grupo.
| CD    |                                |                             |                                            |          |  |
| N.º   | Título                         | Letras                      | Música                                     | Duración |  |
| 1.    | «The Bandstand»                | Paul Waaktaar-Savoy         | Furuholmen y Waaktaar-Savoy                | 4:03     |  |
| 2.    | «Riding the Crest»             | Paul Waaktaar-Savoy         | Furuholmen y Waaktaar-Savoy                | 4:16     |  |
| 3.    | «What There Is»                | Paul Waaktaar-Savoy         | Furuholmen y Waaktaar-Savoy                | 3:42     |  |
| 4.    | «Foot of the Mountain»         | Furuholmen y Waaktaar-Savoy | Furuholmen, Waaktaar-Savoy y Martin Terefe | 3:56     |  |
| 5.    | «Real Meaning»                 | Paul Waaktaar-Savoy         | Furuholmen y Waaktaar-Savoy                | 3:38     |  |
| 6.    | «Shadowside»                   | Paul Waaktaar-Savoy         | Waaktaar-Savoy                             | 4:55     |  |
| 7.    | «Nothing Is Keeping You Here»  | Paul Waaktaar-Savoy         | Waaktaar-Savoy                             | 3:16     |  |
| 8.    | «Mother Nature Goes to Heaven» | Paul Waaktaar-Savoy         | Waaktaar-Savoy                             | 4:07     |  |
| 9.    | «Sunny Mystery»                | Magne Furuholmen            | Furuholmen                                 | 3:30     |  |
| 10.   | «Start the Simulator»          | Paul Waaktaar-Savoy         | Waaktaar-Savoy                             | 5:12     |  |
| 40:39 |                                |                             |                                            |          |  |

| DVD |                                            |          |  |
| N.º | Título                                     | Duración |  |
| 1.  | «Foot of the Mountain» (SWR3 Live Version) |          |  |
| 2.  | «Riding the Crest» (SWR3 Live Version)     |          |  |
| 3.  | «Foot of the Mountain» (Video)             | 3:36     |  |
| 4.  | «Shadowside» (Video)                       | 3:30     |  |
| 5.  | «Nothing Is Keeping You Here» (Video)      | 3:03     |  |

## Realización

### Producción
Producido por Steve Osborne, Erik Ljunggren y a-ha (pistas 2, 3, 5 y 9); Mark Saunders (pista 1); Roland Spremberg (pistas 4, 6, 7 y 8); Mark Saunders y Roland Spremberg (pista 10). Pistas 2, 3, 5, 8 y 9 contienen elementos producidos por Mark Saunders.
Mezclado por Steve Osborne en Real World Studios, Reino Unido. Materizado por Tim Young en Metropolis y Kevin Metcalfe en The Soundmaster, Reino Unido.

### Letras
Paul Waaktaar-Savoy (pistas 1-8 y 10); Magne Furuholmen (pista 9); Paul Waaktaar-Savoy y magne f (pista 4). 

### Música
Paul Waaktaar-Savoy (pistas 1-8 y 10); Magne Furuholmen (pista 9); Paul Waaktaar-Savoy y magne f (pistas 1-3 y 5); Martin Terefe, magne f y Paul Waaktaar-Savoy (pista 4).
Grabado en: Water Music, Beat 360 y The Alabaster Room (Nueva York); Yoda Studio, Alabaster Cottage, Malabar Studio y Rainbow Studio (Noruega); Gaga Studios y Boogie Park Studios (Alemania); Real World Studios (Reino Unido).
Programación por Erik Ljunggren, Mark Saunders, Pete Davis, Roland Spremberg, Chris Papendieck y Jochen Schmalbach.
Ingenieros: Erik Ljunggren, Manfred Faust, james Frazee y George Tanderø. Asistentes de ingeniería: Robin Baynton y Adam Daniels.
Arreglo de cuerdas por Kjetil Bjerkestrand, grabado por Jan Erik Kongshaug
Fotografía de Stian Andersen, Guy Berryman, iStockphoto y Helge Kvamme. Diseño de Martin Kvamme.
Management: Harald Wiik para a-ha Network AS.

### Personal
a-ha
- Morten Harket - Voz
- Magne Furuholmen - Teclados y voz
- Paul Waaktaar-Savoy - Guitarras y voz

### Músicos adicionales
- Guitarras: Steve Osborne, Roland Spremberg, Chris Papendieck y Albert Bjerglund.
- Teclados: Erik Ljunggren, Roland Spremberg y Chris Papendieck.
- Bajo: Steve Osborne y Roland Spremberg.
- Batería: Karl Oluf Wennerberg, Jens Carstens y James Frazee.
- Cuerdas: André Orvik, Harald Aadland, Vegard Johnsen, Eileen Siegel, Jørn Halbakken, Alyson Read, Hans Morten Stensland, Øyvind Fossheim, Bogumila Dowlasz-Wojcikowska, Dorthe Dreier, Stig Ove Ose, Ida Bryhn, hans Josef Groh, Cecilia Götestam y Johannes Martens.

## Promoción

### Giras musicales
Foot of the Mountain es el único álbum de a-ha que ha tenido dos giras. la segunda, pese a que su función principal es de despedida de los escenarios, también se utiliza para promocionar el disco y comparte protagonismo con el álbum debut Hunting High and Low que en el 2010 cumple 25 años.
| Año  | Título                    |
| ---- | ------------------------- |
| 2009 | Foot of the Mountain Tour |
| 2010 | Ending on a High Note     |

### Sencillos
| Año  | Título                                                                                            |
| ---- | ------------------------------------------------------------------------------------------------- |
| 2009 | "Foot of the Mountain" - Lanzamiento: 4 de mayo. - Formatos: CD y descarga digital.               |
| 2009 | "Nothing Is Keeping You Here" - Lanzamiento: 21 de septiembre. - Formatos: CD y descarga digital. |
| 2009 | "Shadowside" - Lanzamiento: 14 de septiembre - Formatos: CD y descarga digital.                   |

### Vídeos musicales
| Año  | Título                        | Director   | Disponibilidad                                 |
| ---- | ----------------------------- | ---------- | ---------------------------------------------- |
| 2009 | "Foot of the Mountain"        | Olaf Heine | Foot of the Mountain (Deluxe Edition) a-ha.com |
| 2009 | "Nothing Is Keeping You Here" | Uwe Flade  | Foot of the Mountain (Deluxe Edition) a-ha.com |
| 2009 | "Shadowside"                  | Uwe Flade  | Foot of the Mountain (Deluxe Edition) a-ha.com |

## Curiosidades
- "The Bandstand" contiene una porción instrumental extraída de "Come Back", solo que suena más electrónica, que es una canción de magne f de su disco A Dot of Black in the Blue of Your Bliss.

- "Riding the Crest" contiene, nuevamente, un fragmento extraído de una canción de magne f extraída del mismo álbum, "Running Out of Reasons". Otra vez, el fragmento musical es electrónico, en lugar del original de guitarra.

- La canción "Ottos Tema", del álbum Ti Kniver I Hjertet de Timbersound, ha servido de base para el tema "What There Is".

- "Foot of the Mountain" es una versión regrabada con diferente letra y música en el estribillo de "The Longest Night", de nuevo, del último álbum de magne f.